# Dendropsophus microcephalus
Dendropsophus microcephalus е вид земноводно от семейство Дървесници (Hylidae).

## Разпространение
Видът е разпространен в Белиз, Бразилия, Венецуела, Гватемала, Гвиана, Колумбия, Коста Рика, Мексико, Никарагуа, Панама, Суринам, Тринидад и Тобаго, Френска Гвиана и Хондурас.